# Ассоциация иезуитских колледжей и университетов
Ассоциа́ция иезуи́тских ко́лледжей и университе́тов (англ. Association of Jesuit Colleges and Universities, AJCU) — объединение 28 американских иезуитских высших учебных заведений (колледжей и университетов) и двух богословских центров. 
Ассоциация создана для укрепления связей между университетами, координации совместной деятельности на национальном и международном уровнях, участия в совместных проектах. 
Основана в 1970 году, штаб-квартира находится в городе Вашингтоне. 
Президент ассоциации с 2013 года Майкл Дж. Ширан, бывший президент Университета Реджиса в Денвере (штат Колорадо).

## Список членов ассоциации
| Учебное заведение                                  | Сокращённое название                       | Местонахождение               | Количество студентов | Год основания |
| -------------------------------------------------- | ------------------------------------------ | ----------------------------- | -------------------- | ------------- |
| Бостонский колледж                                 | Boston Coll., BC                           | Честнат-Хилл, Массачусетс     | 14 395               | 1863          |
| Университет Гонзага                                | Gonzaga, GU                                | Спокан, Вашингтон             | 6 503                | 1887          |
| Детройтский университет милосердия                 | Detroit Mercy, Detroit UDM, U of D (older) | Детройт, Мичиган              | 5 600                | 1877          |
| Университет Джона Кэрролла                         | John Carroll, C.U.                         | Университетские высоты, Огайо | 4 050                | 1886          |
| Джорджтаунский университет                         | Georgetown                                 | Вашингтон (округ Колумбия)    | 14 148               | 1789          |
| Иезуитский университет Уилинга                     | WJU                                        | Уилинг, Западная Виргиния     | 1 200                | 1954          |
| Иезуитская школа теологии университета Санта-Клары | J.S.T.                                     | Беркли, Калифорния            | 194                  | 1934          |
| Колледж Канизия                                    | Canisius                                   | Буффало, Нью-Йорк             | 5 018                | 1870          |
| Крейтонский университет                            | Creighton                                  | Омаха, Небраска               | 6 992                | 1878          |
| Колледж Ле-Мойн                                    | Le Moyne, LMC                              | Сиракьюс, Нью-Йорк            | 2 290                | 1946          |
| Университет Лойолы в Мэриленде                     | Loyola Maryland, Loyola (MD)               | Балтимор, Мэриленд            | 6 131                | 1852          |
| Университет Лойолы в Новом Орлеане                 | Loyola New Orleans, LUNO                   | Новый Орлеан, Луизиана        | 5 000                | 1912          |
| Университет Лойолы в Чикаго                        | Loyola Chicago, LUC                        | Чикаго, Иллинойс              | 15 670               | 1870          |
| Университет Лойола Мэримаунт                       | Loyola Marymount, LMU                      | Лос-Анджелес, Калифорния      | 8 972                | 1911          |
| Университет Маркетта                               | Marquette, M.U.                            | Милуоки, Висконсин            | 11 305               | 1881          |
| Университет Реджиса                                | Regis                                      | Денвер, Колорадо              | 14 609               | 1877          |
| Рокхартский университет                            | Rockhurst                                  | Канзас-Сити, Миссури          | 3 000                | 1910          |
| Университет Санта-Клары                            | Santa Clara, SCU                           | Санта-Клара, Калифорния       | 8 377                | 1851          |
| Университет Сан-Франциско                          | San Francisco, U.S.F.                      | Сан-Франциско, Калифорния     | 8 477                | 1855          |
| Колледж Святого Креста                             | Holy Cross                                 | Вустер, Массачусетс           | 2 817                | 1843          |
| Университет Святого Иосифа                         | St. Joseph’s, St. Joe’s, SJU               | Филадельфия, Пенсильвания     | 7 542                | 1851          |
| Университет Святого Петра                          | SPC                                        | Джерси-Сити, Нью-Джерси       | 3 700                | 1872          |
| Университет Сент-Луиса                             | SLU                                        | Сент-Луис, Миссури            | 11 823               | 1818          |
| Университет Сиэтла                                 | SU                                         | Сиэтл, Вашингтон              | 7 751                | 1891          |
| Скрантонский университет                           | Scranton, The U                            | Скрентон, Пенсильвания        | 5 160                | 1888          |
| Колледж Спринг-Хилл                                | Spring Hill, SHC                           | Мобил, Алабама                | 1 500                | 1830          |
| Фордхэмский университет                            | Fordham                                    | Нью-Йорк, Гаррисон ; Нью-Йорк | 14 544               | 1841          |
| Фэрфилдский университет                            | Fairfield, F.U.                            | Фэрфилд, Коннектикут          | 5 024                | 1942          |
| Университет Хавьера                                | Xavier, X.U.                               | Цинциннати, Огайо             | 6 500                | 1831          |
| Школа теологии и духовенства Бостонского колледжа  |                                            | Брайтон, Массачусетс          | 191                  | 1922          |

## Галерея

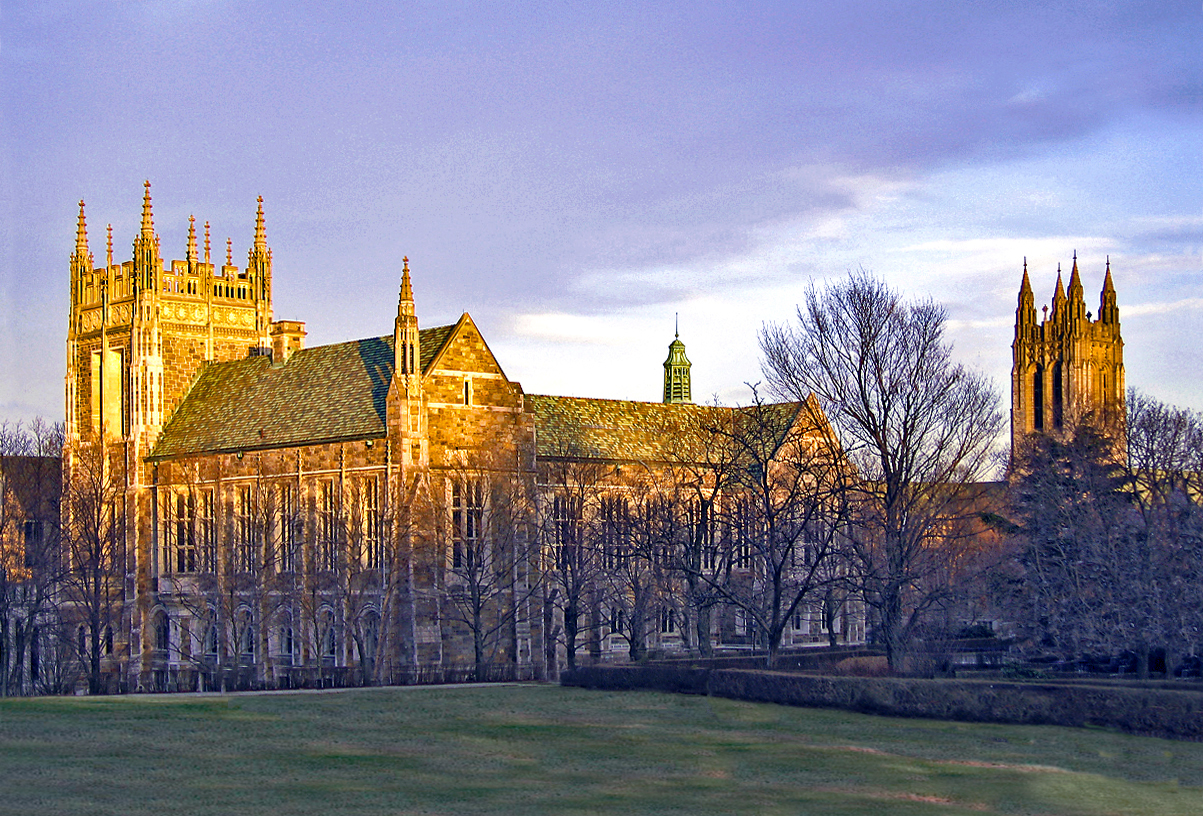
Бостонский колледж
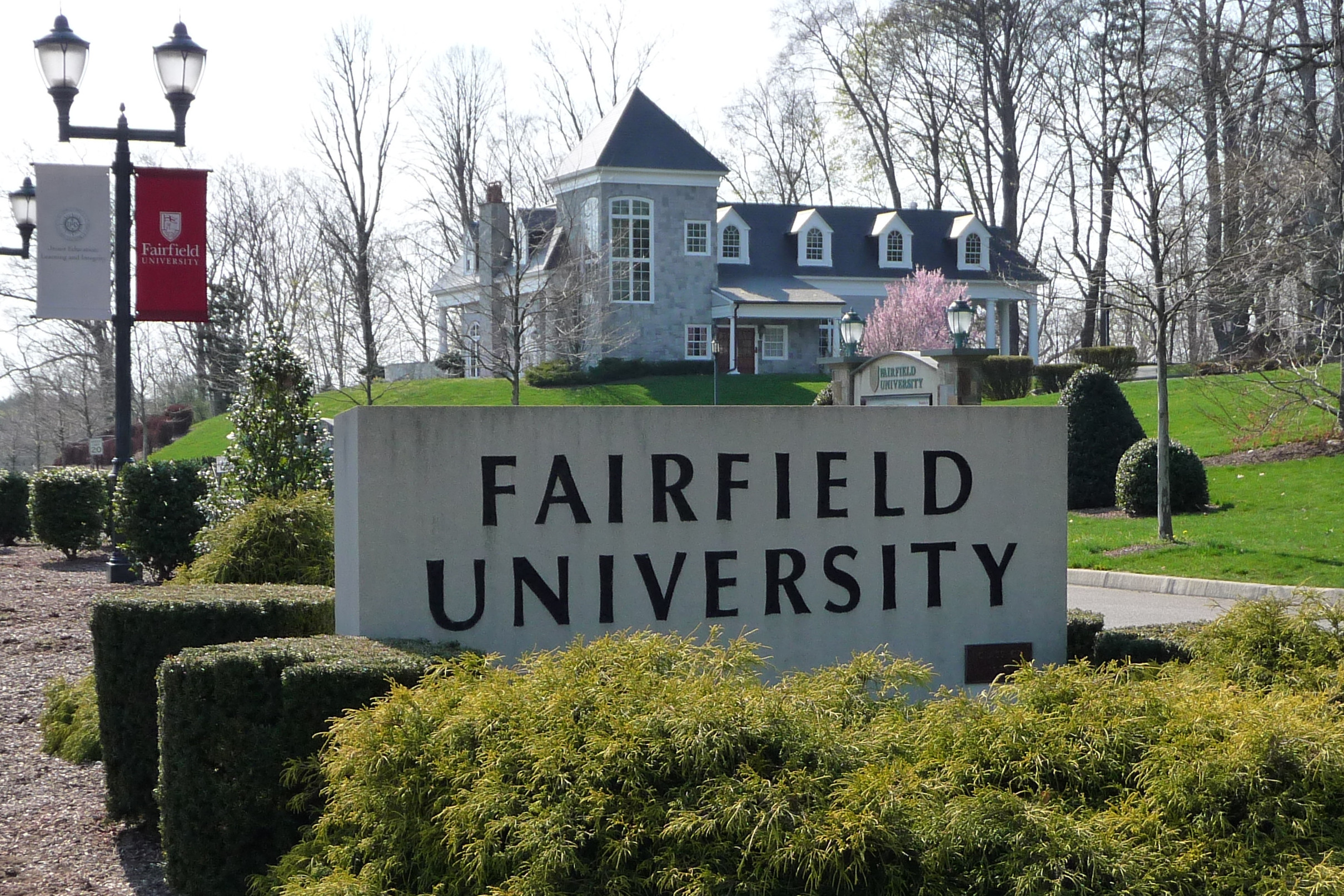
Фэрфилдский университет
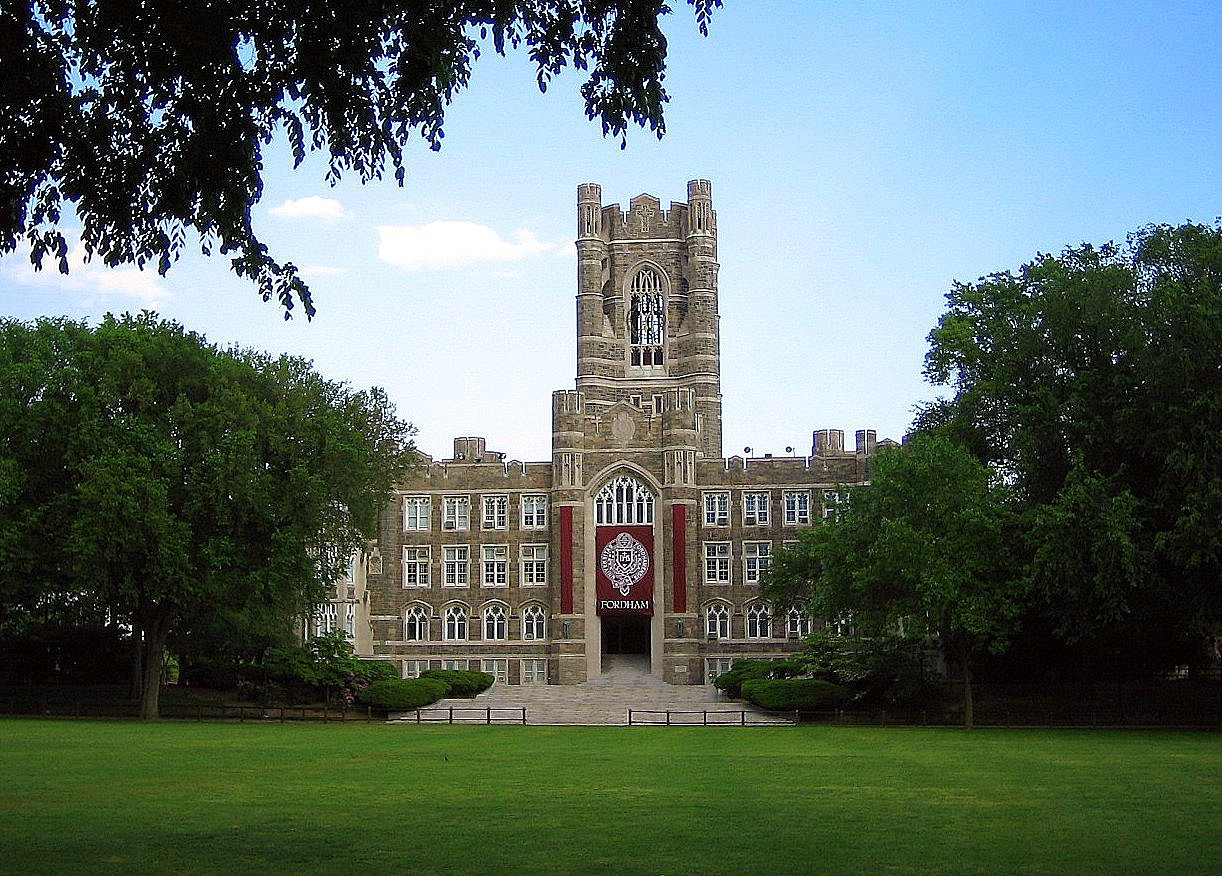
Фордхэмский университет
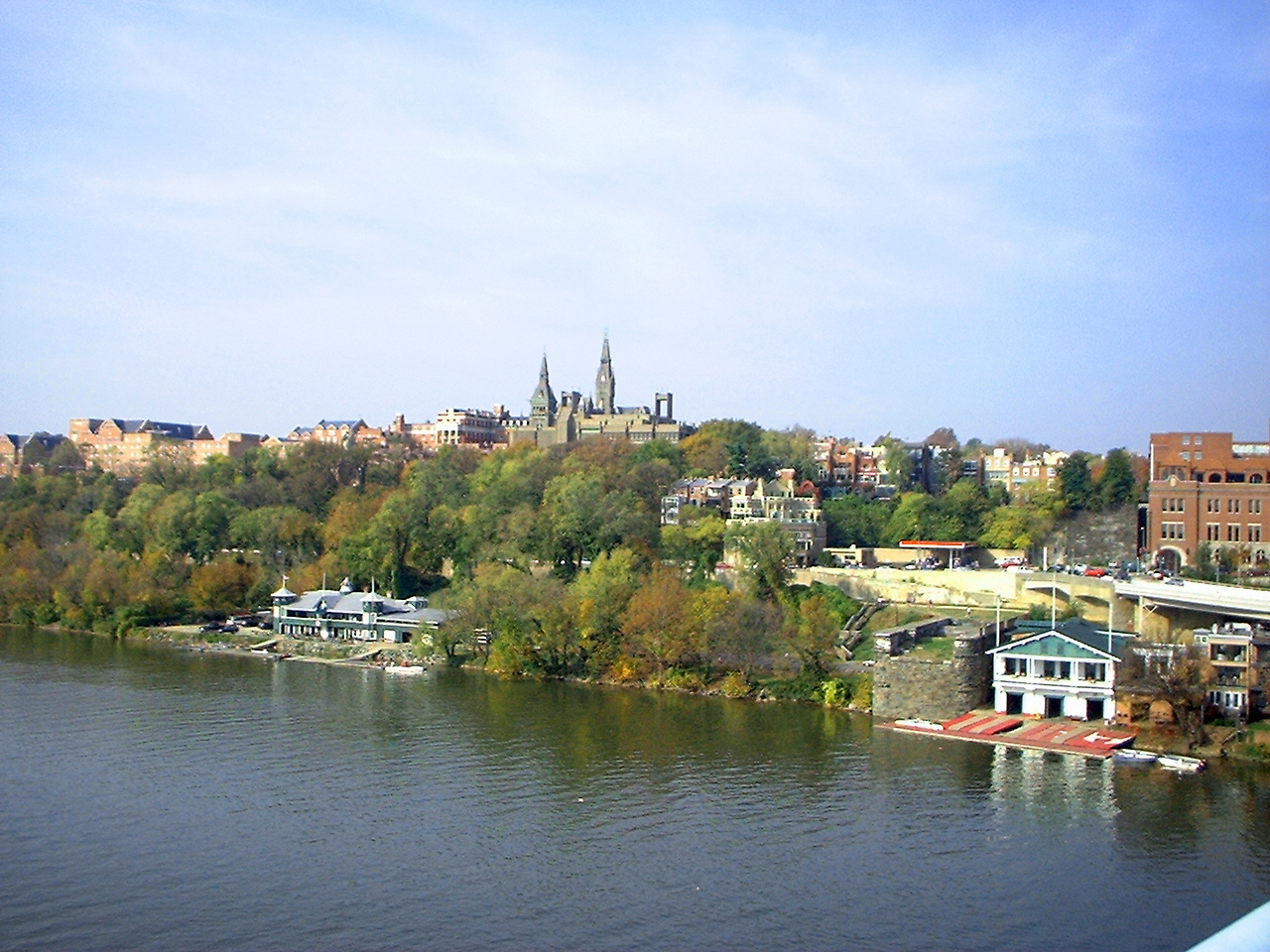
Джорджтаунский университет
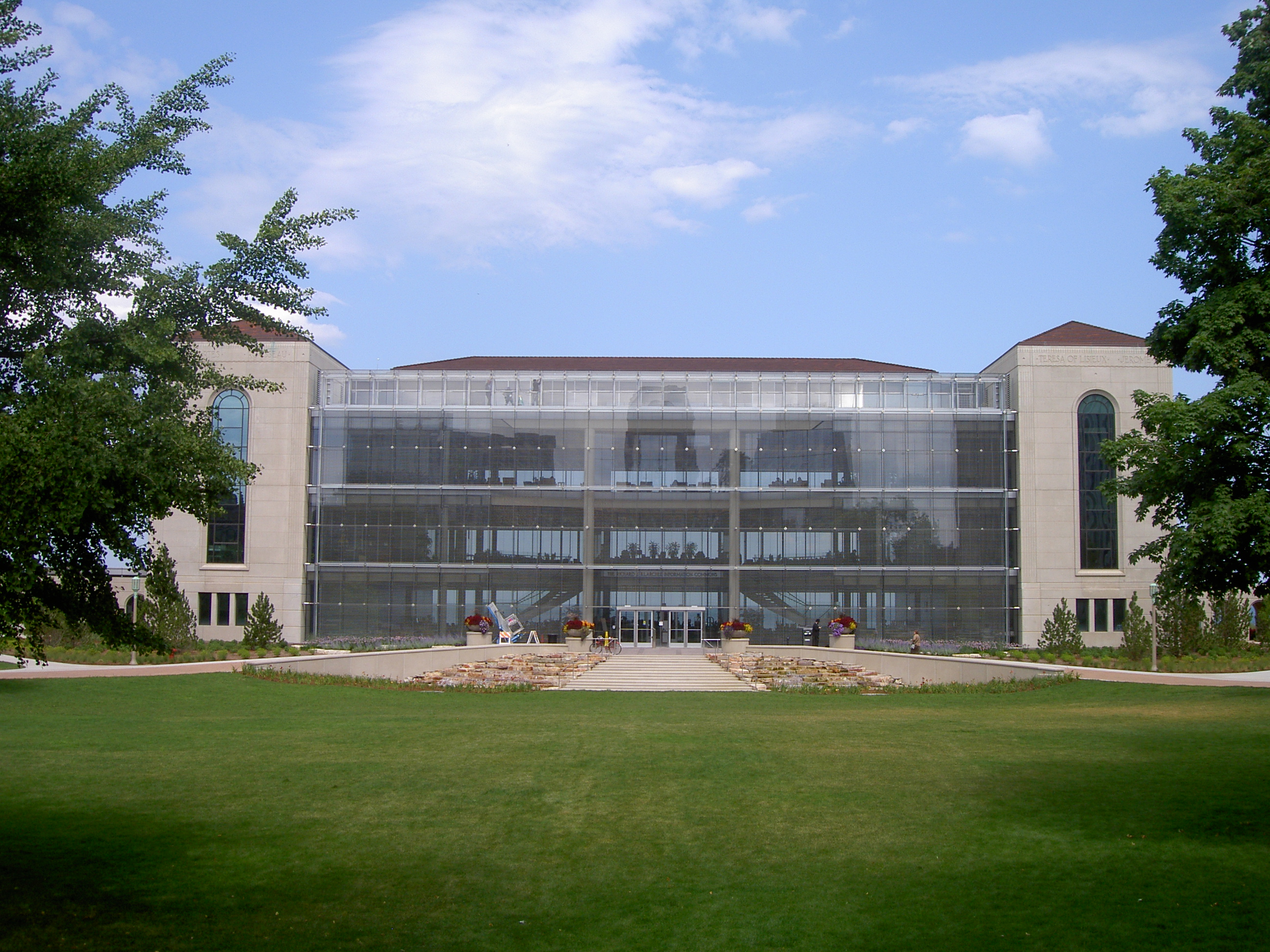
Университет Лойолы в Чикаго
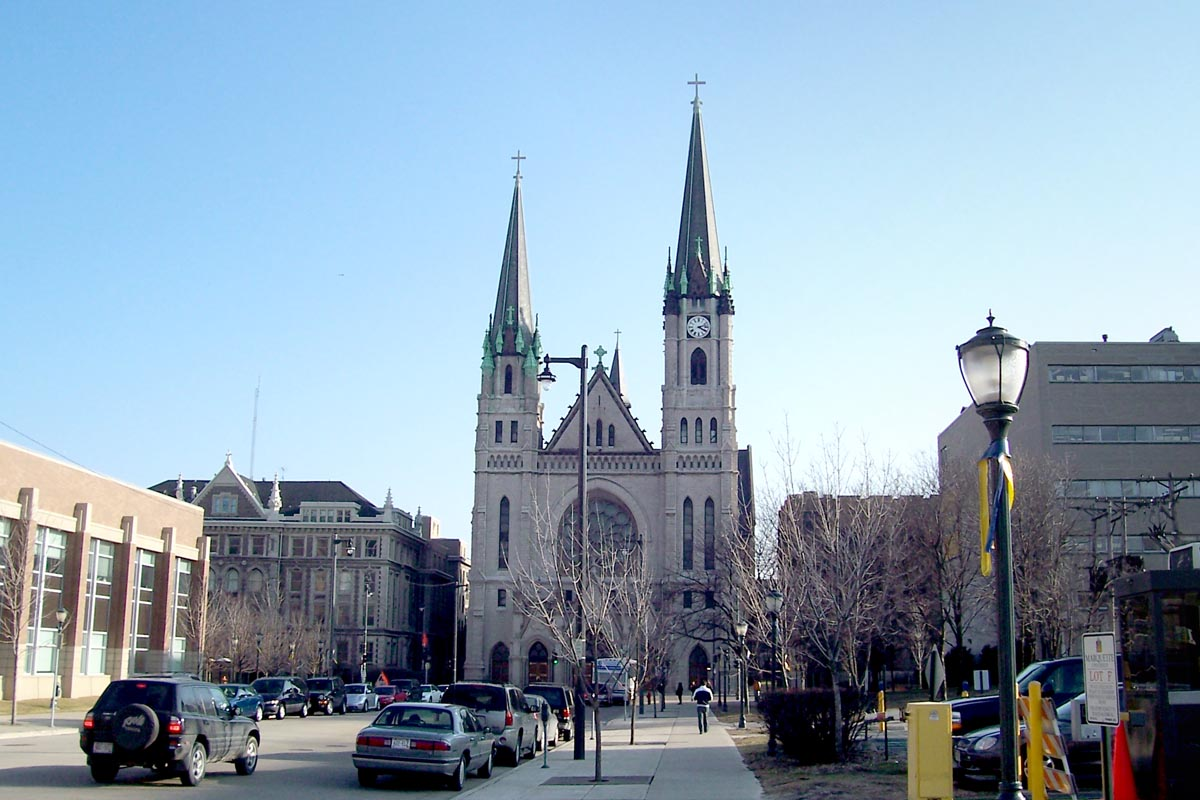
Церковь Джезу, Университет Маркетта
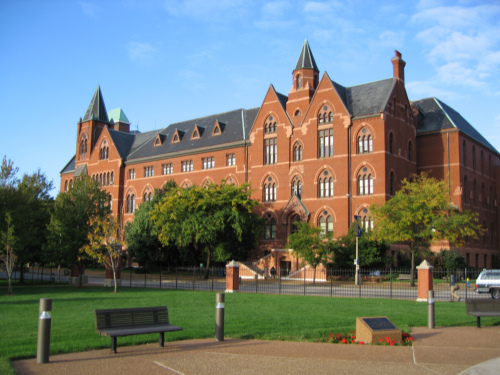
Университет Сент-Луиса
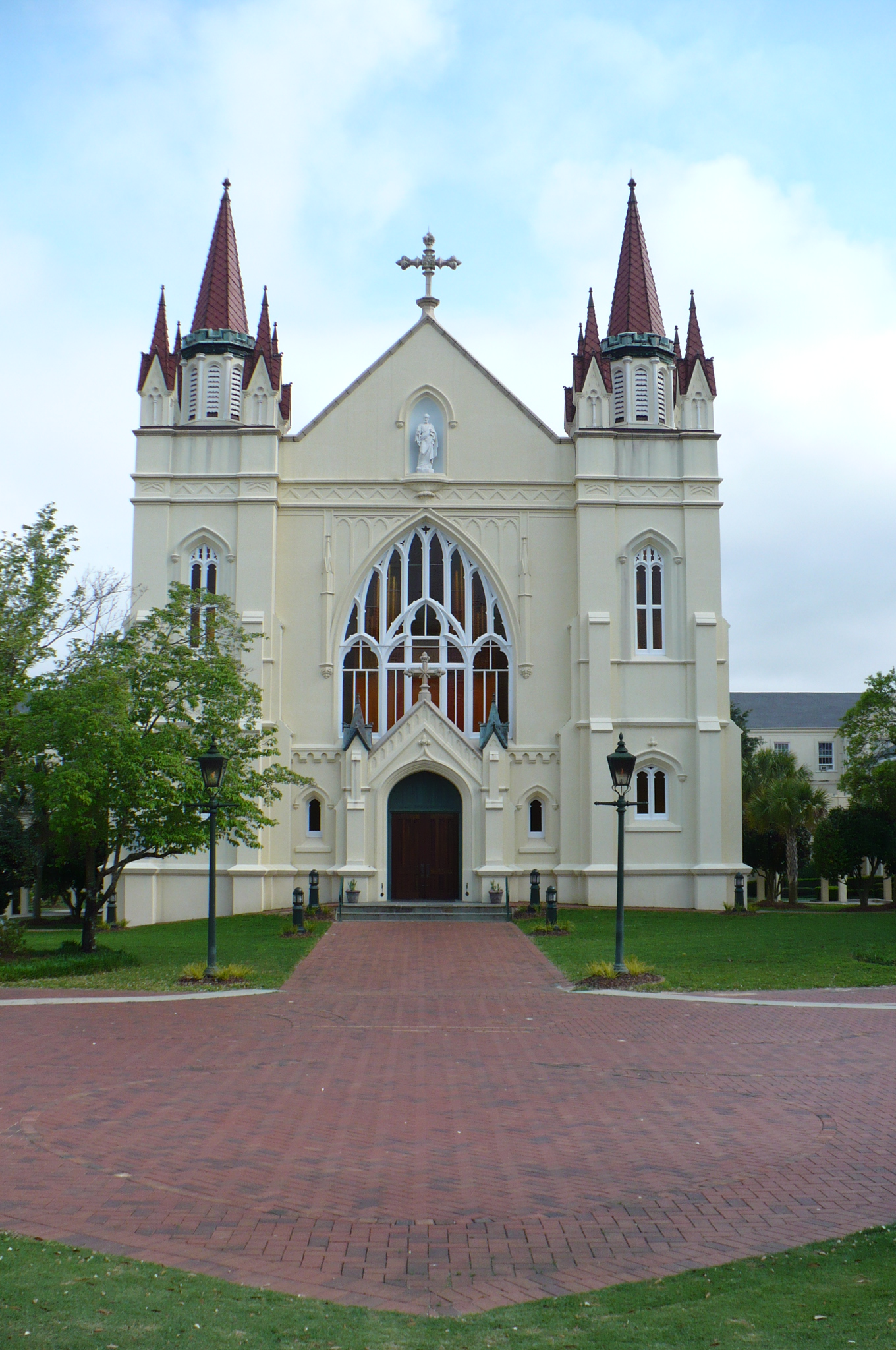
Часовня святого Джозефа, Колледж Спринг-Хилл
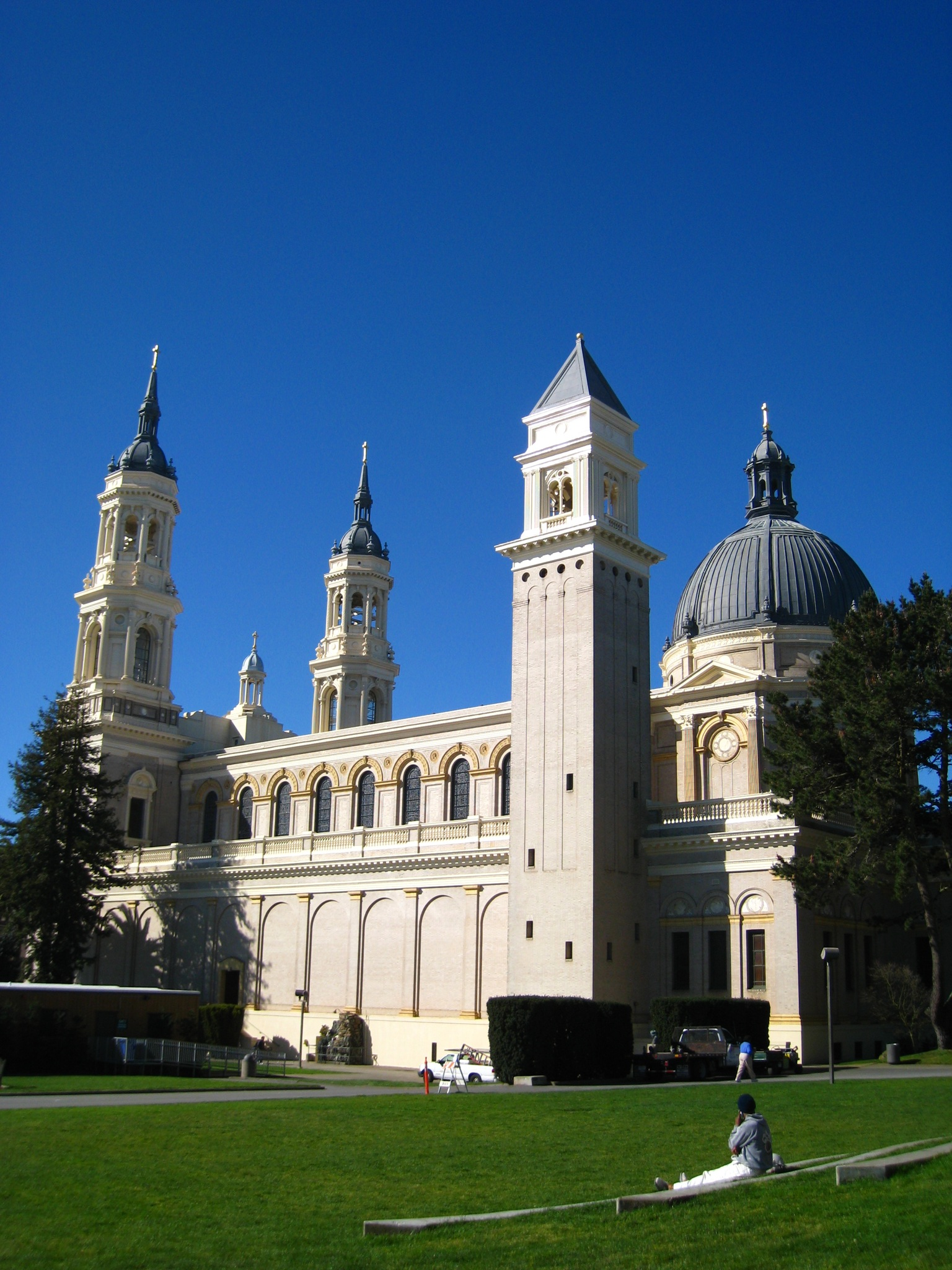
Церковь святого Игнатия, Университет Сан-Франциско
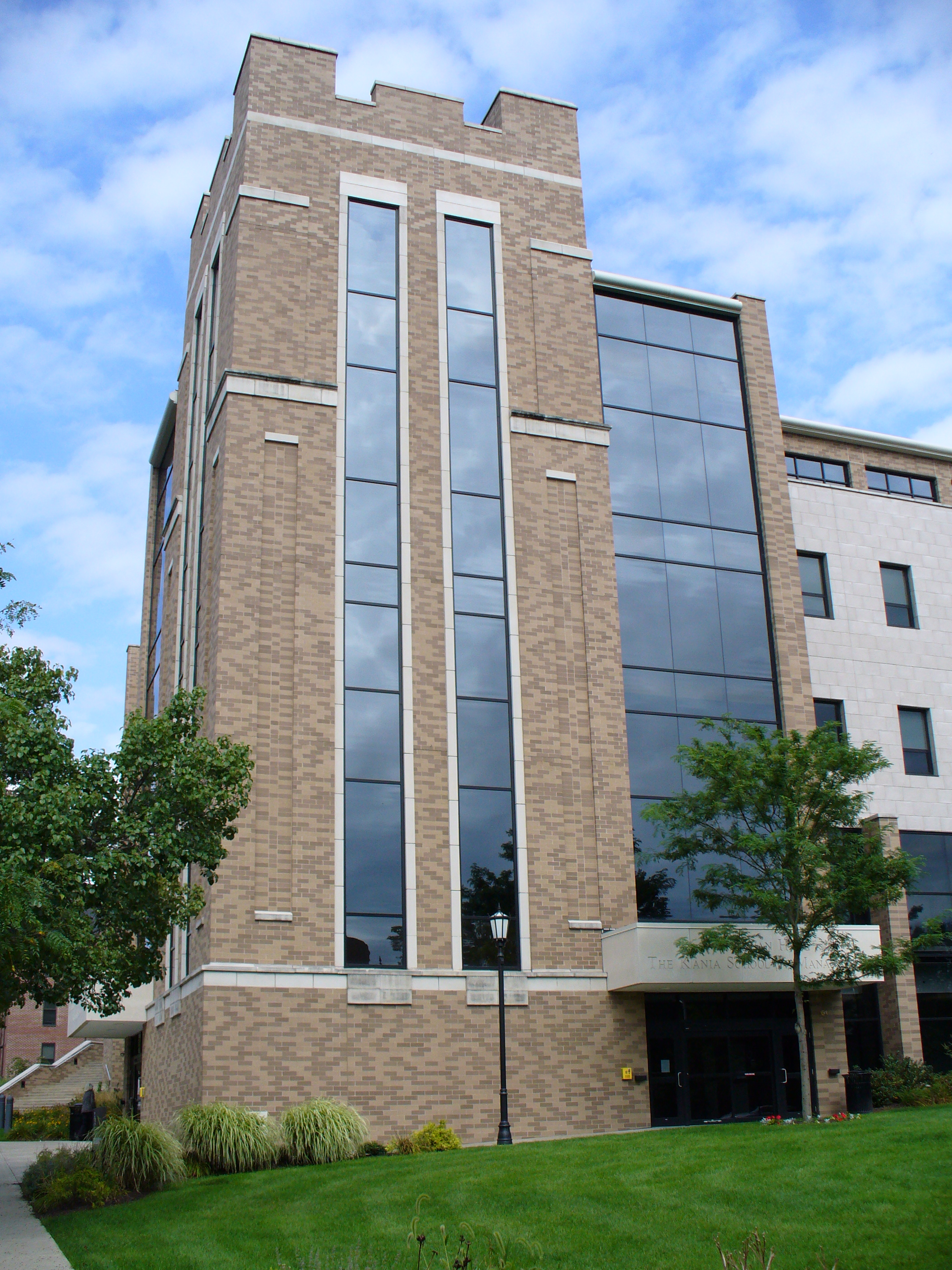
Бреннан-Холл, Скрантонский университет
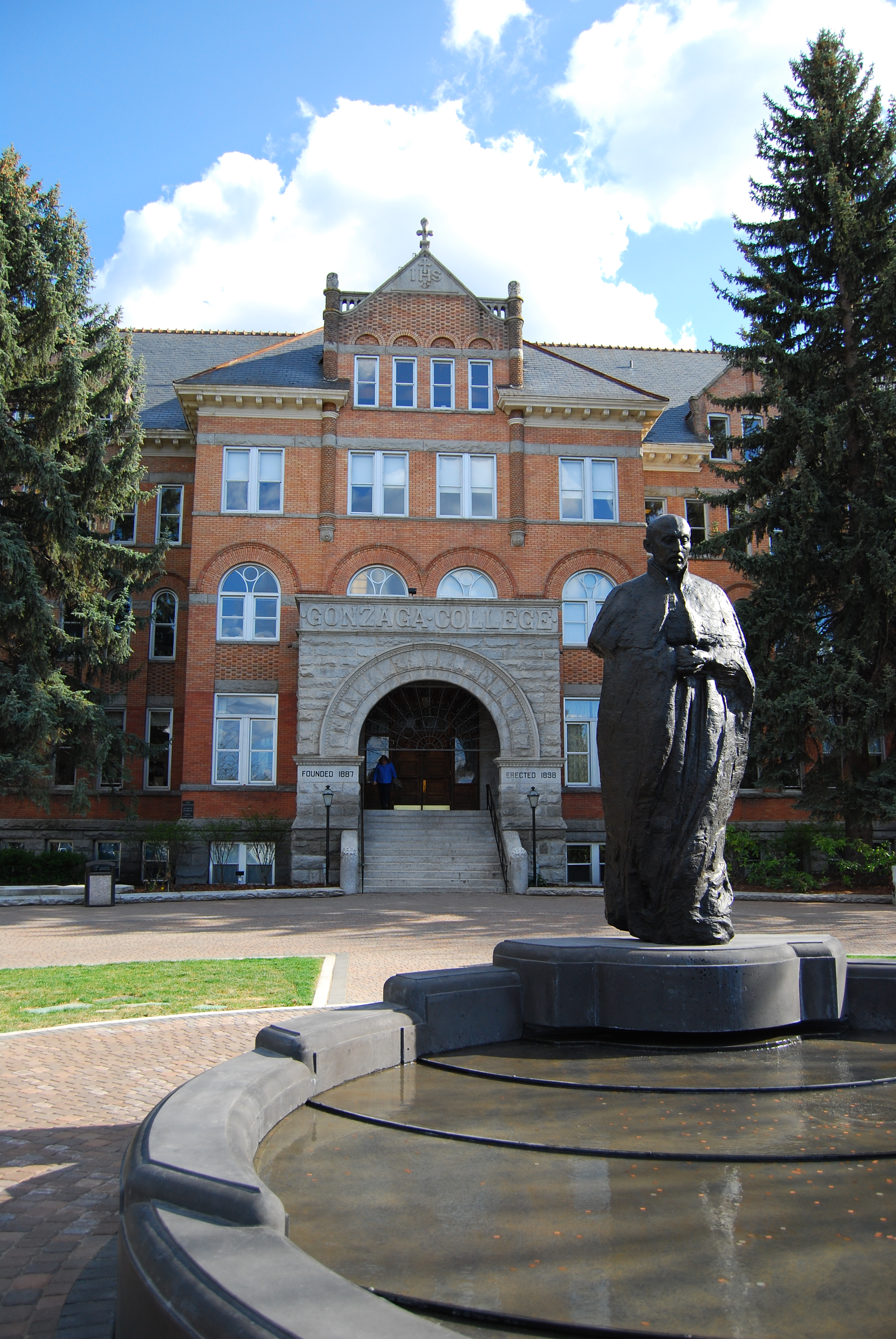
Главный вход Университета Гонзага
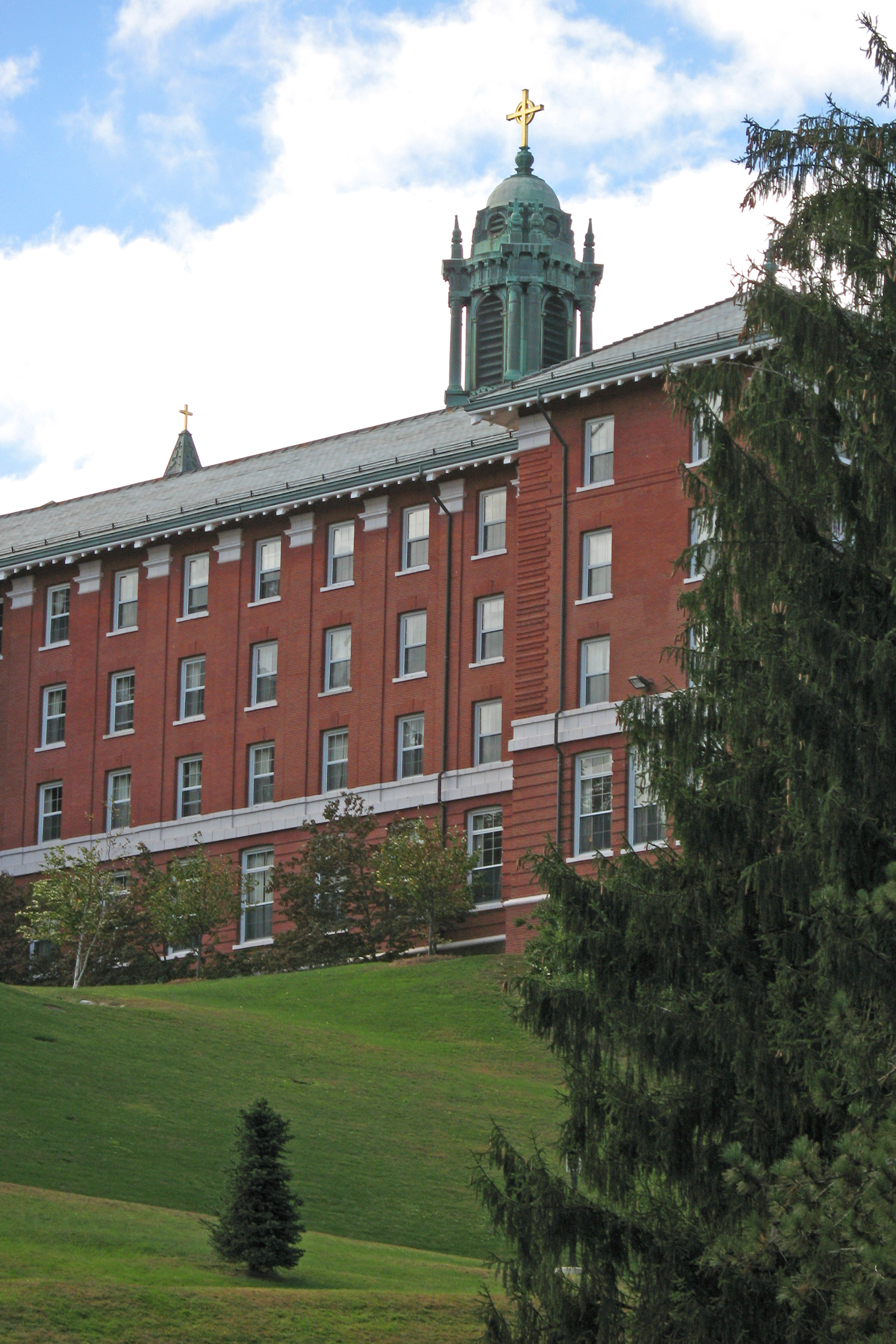
Эламни-Холл Колледжа Святого Креста